# XXXVIII століття до н. е.
XXXVIII століття до нашої ери — часовий проміжок між 1 січня 3800 року до н. е. та 31 грудня 3701 року до н. е.

## Події
- Бл. 3800 до н. е. — найдавніший відомий предмет зі свинцю (статуетка, знайдена в храмі Озіріса, Абідос)[1].
- Бл. 3750 до н. е. — вимирання популяції карликових мамонтів на Острові Святого Павла (Аляска)[2].
- Трипільське поселення біля села Тальянки (Черкаська область) стає найбільшим поселенням неолітичної Європи, займаючи площу 450 га та вміщуючи до 2700 будівельних конструкцій[3].

## Міфічні події
- 3761 до н. е. — дата створення світу за єврейським календарем.